# Rafael Buzacarini
Rafael Augusto Buzacarini (ur. 6 października 1991) – brazylijski judoka. Dwukrotny olimpijczyk. Zajął dziewiąte miejsce w Rio de Janeiro 2016 i siedemnaste w Tokio 2020. Walczył w wadze półciężkiej.
Uczestnik mistrzostw świata w 2019, 2021, 2022, 2023 i 2024, a także medalista w drużynie w 2019. Startował w Pucharze Świata w latach 2013–2017, 2020, 2023 i 2025. Brązowy medalista igrzysk Ameryki Południowej w 2014. Zdobył sześć medali mistrzostw panamerykańskich w latach 2014 - 2025. Trzeci na Uniwersjadzie w 2013 roku.

## Letnie Igrzyska Olimpijskie 2016
| Konkurencja | Eliminacje               | Eliminacje             | Klas. końcowa |
| Konkurencja | Przeciwnik I             | Przeciwnik II          | Miejsce       |
| ----------- | ------------------------ | ---------------------- | ------------- |
| 100 kg      | Pablo Aprahamian (URU) Z | Ryūnosuke Haga (JPN) P | 9.            |

## Letnie Igrzyska Olimpijskie 2020
| Konkurencja | Eliminacje             | Klas. końcowa |
| Konkurencja | Przeciwnik I           | Miejsce       |
| ----------- | ---------------------- | ------------- |
| 100 kg      | Toma Nikiforov (BEL) P | 17.           |